# Ray Allen
Walter Ray Allen, Jr. (Merced, 20 de julho de 1975), mais conhecido como Ray Allen, é um ex-jogador norte-americano de basquetebol profissional, duas vezes campeão da NBA nas temporadas de 2007-08 e 2012-13.
Ray Allen está entre os 25 maiores pontuadores da história da NBA, além de ser o segundo jogador com mais bolas de três pontos convertidas na história da liga, com 2.973 cestas. Atuando pela Seleção dos Estados Unidos, conquistou a medalha de ouro nos Jogos Olímpicos de 2000 em Sydney, na Austrália.

## Draft de 1996
Ray Allen desde seus 20 anos, sempre se dedicou demais no basquetebol e devido a grandes atuações depois do campeonato universitário, ele foi levado para ser sorteado na NBA Draft de 1996. Naquele ano, ele tinha grandes chances de ser sorteado primeiro, apesar de perder para Allen Iverson que foi para o Philadelphia 76ers. Allen foi escolhido na quinta escolha da primeira rodada pelo Minnesota Timberwolves, mas logo antes de entrar para a NBA, Ray Allen foi envolvido em uma troca com Stephon Marbury que foi draftado uma posição antes de Allen, indo para o Milwaukee Bucks. Ray Allen superou grandes astros como Kobe Bryant do Los Angeles Lakers e Steve Nash do Phoenix Suns que formaram a dupla de armadores do NBA All-Star Game de 2010 em Dallas, Texas.

## Milwaukee Bucks
Pelo Milwaukee Bucks, Ray Allen começava uma disputa pelo prêmio de Calouro do ano da NBA por ser um dos favoritos e encontrar um basquetebol perdido da equipe de Milwaukee. Ele começou a temporada de 1996 e 1997 com 13.4 pontos por jogo e ficando no segundo time All-Rookie. Aos poucos, Ray Allen conquistou o coração dos torcedores, levando o jogador a ser ídolo da cidade, pois a partir da temporada 2000-2001, o armador possuía uma média de 21 a 22 pontos por jogo e sendo selecionado três vezes para o NBA All-Star Game. Em seu último ano de contrato com os Bucks, Allen quebrou o recorde que era de Reggie Miller, atingindo 43,6% de aproveitamento no chute de três pontos na uma temporada e 21.3 pontos por jogo em 35 minutos jogados.

## Seattle SuperSonics
Na Temporada de 2002 e 2003 em meio ao campeonato da NBA, Ray Allen trocou a equipe de Milwaukee direto para o Seattle SuperSonics fazendo um contrato de quatro longos anos. Allen disputou os 29 jogos restantes da equipe de Seattle e fez 24.5 pontos por jogo em 41 minutos jogados dentro de quadra. Na Temporada seguinte, Ray Allen se mostrou mais motivado para começar o Campeonato da NBA e colocar sua equipe dentro dos Playoffs, o time era comandado por ele e ia muito bem no aproveitamento de três pontos graças ao armador. Em Meio a temporada de 2004, Ray Allen se machucou feio dentro de quadra e desfalcou o Seattle pelo resto da temporada, sendo que mesmo assim terminou com 90% dos chutes de quadra acertados e 23 pontos por jogo. Na Temporada seguinte, o Seattle apostou em uma nova temporada de gala que o armador teria e novamente aconteceu para Ray Allen o inesperado que mesmo com atuações dignas de um MVP, o Seattle nao se classificava para os playoffs e esse episódio se repetiu por duas temporadas consecutivas. Em 2007 no seu último ano de contrato, Ray Allen que já estava magoado por tanto esforço e nada de classificação entre os oito melhores do leste, decidiu virar um agente livre para não repetir o mesmo episódio que acontecia sempre. Allen teve a honra para ter a sua camiseta retirada do Seattle para nunca mais ser usada novamente.

## Temporada de Free Agent
Durante os preparativos para a temporada de 2007-2008 após ter o San Antonio Spurs como campeão da NBA. Ray Allen era o principal motivo de todos os clubes da NBA. Muitas equipes mostravam interesse em trazer Allen para a próxima temporada como Houston Rockets de Tracy McGrady e Yao Ming, o Chicago Bulls de Luol Deng, o Dallas Mavericks de Dirk Nowitzki e Jason Kidd e até possível volta para o Milwaukee Bucks e uma renovação de contrato com o Seattle SuperSonics que virou o Oklahoma City Thunder pela troca de franquia. O Que chamava a atenção de Ray Allen seria a possibilidade de jogar pelo Boston Celtics que era uma equipe de tradição e vinha de campanhas ruins e muito fracas, depois de uma conversa rápida com o dirigente do Boston Celtics, Danny Ainge, a equipe pode anunciar o jogador ao estado de Massachussets. Ele faria dupla com Paul Pierce segundo muitos, mas os Celtics ja planejavam trazer Ray Allen e mais um grande reforço para a ala, dias depois de Allen se apresentar, ele soube que iria fazer o Big Three com Paul Pierce e Kevin Garnett que jogava pelo Minnesota Timberwolves.

## Boston Celtics

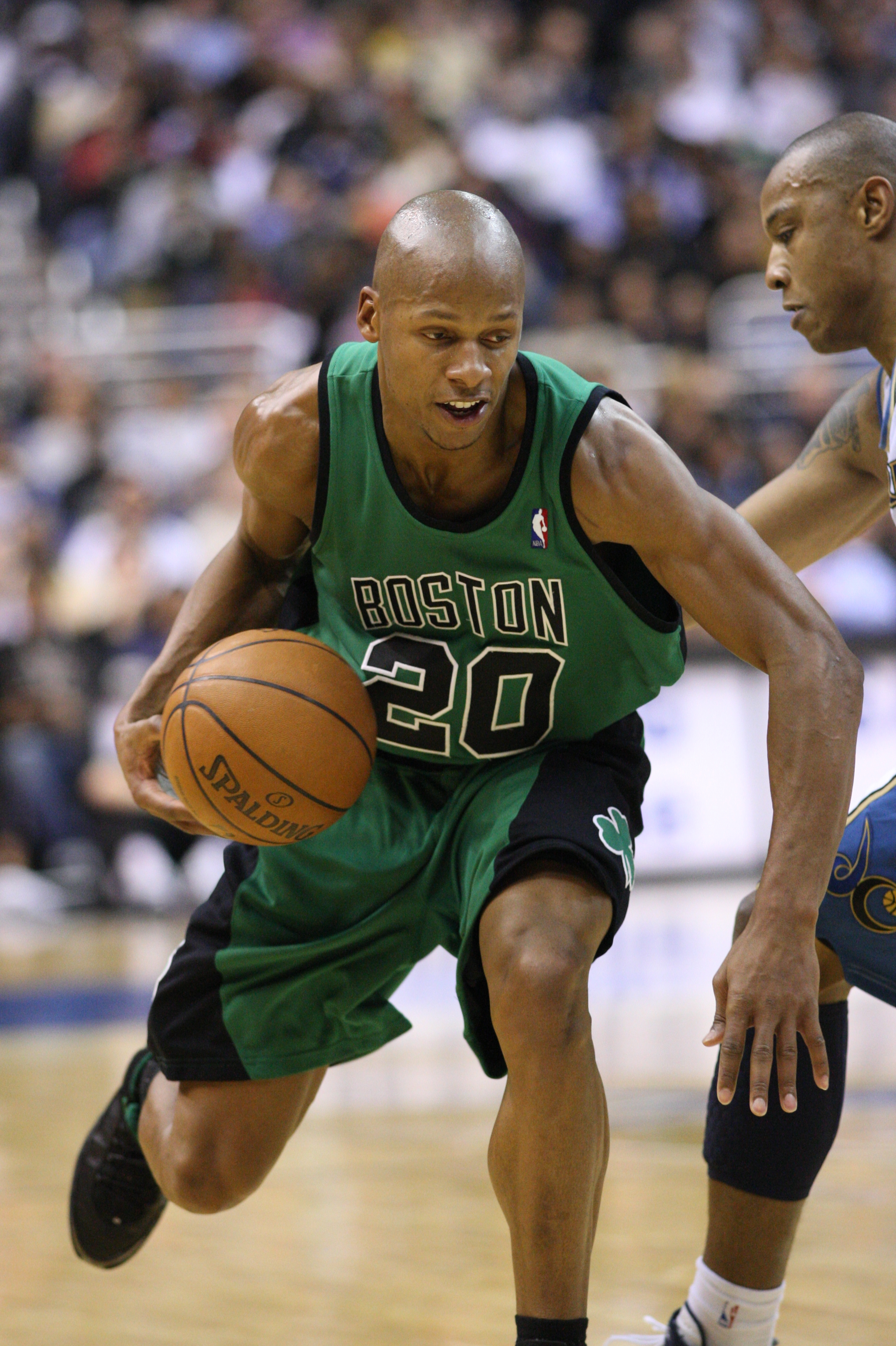
Allen pelo Celtics em 2008.

Pelo Boston Celtics, muitos já diziam possivelmente de que o título da NBA iria para Boston. Ray Allen fez dupla de armação com o novato Rajon Rondo e além de Kevin Garnett e Paul Pierce, Kendrick Perkins completou o pivô fazendo um dos melhores times da década. Com médias de 31 minutos jogados por partida e 15.6 pontos por jogo com 90.7% de aproveitamento nos lances livres, Ray Allen virou estrela indo com Garnett e Pierce para o NBA All-Star Game de 2008, realizado em Nova Orleans na casa do New Orleans Hornets. Após o fim da temporada regular, os Celtics terminaram com 66 vitórias em 82 jogos. Nos Playoffs, os Celtics passaram pelo Atlanta Hawks de Joe Johnson e Mike Bibby em uma série de sete jogos, depois venceram o Cleveland Cavaliers do astro LeBron James em uma mesma série de sete jogos, sendo que em um deles, Ray Allen fez um buzzer-beater a segundos do final. Na Final da Conferencia Leste, os Celtics enfrentaram o Detroit Pistons, campeão da NBA em 2004, a equipe de Detroit era favorita por ter Chauncey Billups, Tayshaun Prince, Richard Hamilton e Rasheed Wallace, os Celtics venceram a série por 4 a 2 e foram jogar a final contra o Los Angeles Lakers de Kobe Bryant e Pau Gasol. Na Final da NBA, Ray Allen fez o que todos chamavam de "o crime", pois várias vezes decidiu o jogo participando de todos 26 jogos dos Playoffs. Foi dele as principais cestas de três que decretaram a vitória por 131 a 92 na final contra os Lakers e sagraram Ray Allen campeão da NBA.
Na temporada de 2008-09 da NBA, Ray Allen foi considerado um dos melhores jogadores da temporada e classificando os Celtics com 62 vitórias em 82 jogos.  
No dia 5 de fevereiro de 2009, Allen foi nomeado como substituto de Jameer Nelson no All-Star Game. Pela Nona vez Allen foi chamado para o All-Star Game e o segundo ano consecutivo ao lado de Kevin Garnett e Paul Pierce. Em 22 de fevereiro de 2009, com sua série terminando em (72), Allen quebrou o recorde da franquia Celtics em lances livres consecutivos, recorde anteriormente de Larry Bird (71). Na primeira rodada dos playoffs de 2009 contra o Chicago Bulls, um jogo provou ser bastante difícil para Allen. Ele acabou acertando 1-11 dos arremessos de quadra. No jogo 2 no entanto, Allen acertou uma bola de três faltando dois segundos para o fim do tempo regular, coroando uma grande noite, onde marcou 30 pontos. No jogo 6, apesar da derrota, Allen marcou 51 pontos. Boston acabou vencendo a série em 7 jogos. Ele se reuniu com o ex-companheiro e co-capitão do Seattle SuperSonics, Rashard Lewis nas semifinais de conferência, desta vez como adversários, no entanto. Depois de quatro jogos e a série empatada em 2-2, seu jogo de melhor desempenho foi na vitória no jogo 2 ao marcar 22 pontos.
Em 10 de dezembro de 2009, Allen marcou 18 pontos para alcançar o total de pontos 20000 em sua carreira. Em 6 de junho de 2010, no jogo 2 das finais da NBA 2010 em uma vitória 103-94 contra o Los Angeles Lakers, Allen estabeleceu o recorde de bola de três pontos feitas em um jogo de finais da NBA em 8-11. Allen também se tornou o primeiro jogador na história da NBA a ter dois jogos de pelo menos sete cestas de três pontos em finais da NBA. No jogo seguinte, em 8 de junho de 2010, Allen bateu o recorde da NBA Finals em maior número de arremessos errados seguidos, Allen errou todos os 13 arremessos que tentou na partida, sendo 8 deles da linha de três pontos. Ele, no entanto, conseguiu marcar dois pontos da linha de lance livre.
Depois de se tornar um agente livre em 1 de julho de 2010, Allen re-assinou um acordo de dois anos com o Boston Celtics em 7 de julho por 20 milhões de dólares. Durante um jogo contra o Los Angeles Lakers em 10 de fevereiro de 2011, Allen tornou-se o líder de todos os tempos da NBA em bolas de três (2562), superando o recorde anterior de Reggie Miller (2560). O armador de 35 anos terminou o jogo com 20 pontos, mas os Celtics acabaram perdendo o jogo por 92-86.
Na temporada 2010-11 Allen foi nomeado para o seu décimo All-Star Game, junto com seus companheiros de equipe Rajon Rondo, Paul Pierce e Kevin Garnett. Também durante o All-Star Weekend, Allen no campeonato de três pontos, mas perdeu para James Jones do Miami Heat. Allen tornou-se um agente livre irrestrito após a temporada.

## Miami Heat

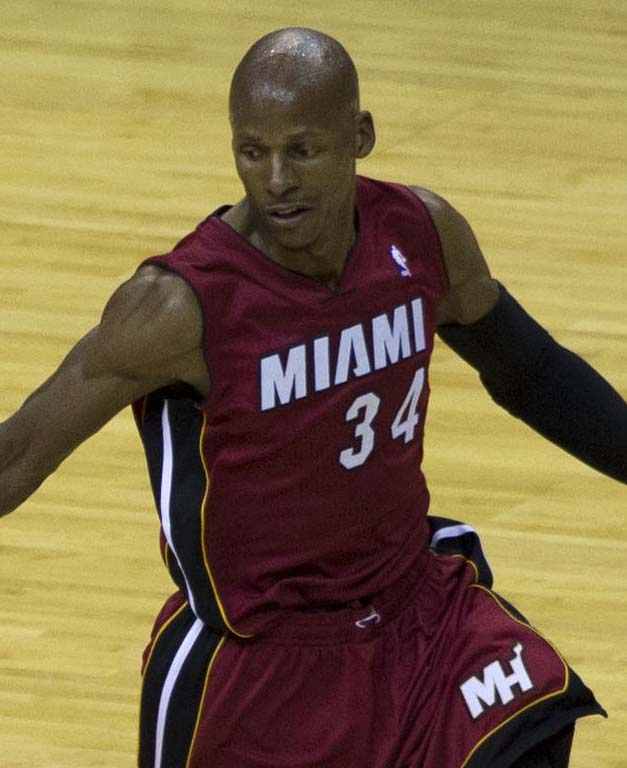
Ray Allen pelo Heat em 2014.

No dia 7 de julho de 2012, Ray Allen acerta com o Miami Heat, e se junta a LeBron James, Dwyane Wade e Chris Bosh. Ray Allen rejeitou uma oferta de 12 milhões de dólares por 2 anos de contrato do Boston Celtics e aceitou um contrato de três anos com o Miami Heat por pouco mais de 3 milhões de dólares por temporada. Durante a temporada, Allen foi peça fundamental na campanha do Heat. Vindo do banco, teve médias de 10,9 pontos, 2,8 rebotes e 1,7 assistências por jogo, ajudando o Heat a ter sua melhor campanha da história 66-16.
Nos playoffs, o Heat foi pareado com o Milwaukee Bucks na primeira rodada. No jogo três da série, Ray Allen ultrapassou Reggie Miller (320) e se tornou o jogador com maior número de bolas de três na pós-temporada (322). Na segunda rodada o Heat venceu o Chicago Bulls em cinco jogos e na final da conferência leste, bateu o Indiana Pacers em 7 jogos. Nas finais da NBA o Heat enfrentou o San Antonio Spurs. Ray Allen acertou uma bola de três na sexta partida da série faltando 5 segundos para o final do jogo, onde até então o Heat perdia por 95-92. Na prorrogação, o Heat venceu a partida e levou o duelo para o sétimo jogo, onde venceu por 95-88, sagrando-se mais uma vez campeão da NBA.
Ao final da temporada regular 2013-14, o Heat ficou com a segunda melhor campanha da conferência leste, atrás do Indiana Pacers. O Heat enfrentou o Charlotte Bobcats na primeira rodada dos playoffs. A equipe se classificou para as semifinais da conferência leste, vencendo a série por 4-0. Na segunda rodada, o Miami Heat venceu o Brooklyn Nets por 4-1 e avançou pelo quarto ano consecutivo para a final da conferência leste. Nas finais da conferencia leste, o Heat enfrentou pelo segundo ano consecutivo o Indiana Pacers. Após perder o primeiro jogo em Indiana, o Heat mostrou poder de recuperação e venceu a série por 4-2, chegando pelo quarto ano consecutivo as finais da liga. Porém, o Heat foi derrotado pelo San Antonio Spurs em 5 jogos, numa reedição das finais do ano anterior.

## Aposentadoria
Após as finais de 2014, Ray Allen decidiu não assinar com nenhuma equipe da NBA, entrando em um período de férias, para cuidar melhor do seu corpo e viver mais com sua família. Em novembro de 2016, anunciou oficialmente sua aposentadoria da NBA após 19 temporadas.

## Estatísticas na NBA
| † | Campeão da NBA |

### Temporada Regular
| Ano      | Equipe      | PJ   | PT   | MPJ  | AP   | 3P   | LL   | RT  | AS  | BR  | TO  | PPJ  |
| -------- | ----------- | ---- | ---- | ---- | ---- | ---- | ---- | --- | --- | --- | --- | ---- |
| 1996-97  | Bucks       | 82   | 81   | 30.9 | .430 | .393 | .823 | 4.0 | 2.6 | 0.9 | 0.1 | 13.4 |
| 1997-98  | Bucks       | 82   | 82   | 40.1 | .428 | .364 | .875 | 4.9 | 4.3 | 1.4 | 0.2 | 19.5 |
| 1998-99  | Bucks       | 50   | 50   | 34.4 | .450 | .356 | .903 | 4.2 | 3.6 | 1.1 | 0.1 | 17.1 |
| 1999-00  | Bucks       | 82   | 82   | 37.4 | .455 | .423 | .887 | 4.4 | 3.8 | 1.3 | 0.2 | 22.1 |
| 2000-01  | Bucks       | 82   | 82   | 38.2 | .480 | .433 | .888 | 5.2 | 4.6 | 1.5 | 0.2 | 22.0 |
| 2001-02  | Bucks       | 69   | 67   | 36.6 | .462 | .434 | .873 | 4.5 | 3.9 | 1.3 | 0.3 | 21.8 |
| 2002-03  | Bucks       | 47   | 46   | 35.8 | .437 | .395 | .913 | 4.6 | 3.5 | 1.2 | 0.2 | 21.3 |
| Total    | Bucks       | 494  | 490  | 36.3 | .450 | .473 | .879 | 4.6 | 3.8 | 1.3 | 0.2 | 19.6 |
| 2002-03  | SuperSonics | 29   | 29   | 41.3 | .441 | .351 | .920 | 5.6 | 5.9 | 1.6 | 0.1 | 24.5 |
| 2003-04  | SuperSonics | 56   | 56   | 38.4 | .440 | .392 | .904 | 5.1 | 4.8 | 1.3 | 0.2 | 23.0 |
| 2004-05  | SuperSonics | 78   | 78   | 39.3 | .428 | .376 | .883 | 4.4 | 3.7 | 1.1 | 0.1 | 23.9 |
| 2005-06  | SuperSonics | 78   | 78   | 38.7 | .454 | .412 | .903 | 4.3 | 3.7 | 1.4 | 0.2 | 25.1 |
| 2006-07  | SuperSonics | 55   | 55   | 40.3 | .438 | .372 | .903 | 4.5 | 4.1 | 1.5 | 0.2 | 26.4 |
| Total    | SuperSonics | 296  | 296  | 39.4 | .440 | .386 | .899 | 4.6 | 4.2 | 1.3 | 0.2 | 24.6 |
| 2007-08  | Celtics†    | 73   | 73   | 35.9 | .445 | .398 | .907 | 3.7 | 3.1 | 0.9 | 0.2 | 17.4 |
| 2008-09  | Celtics     | 79   | 79   | 36.4 | .480 | .409 | .952 | 3.5 | 2.8 | 0.9 | 0.2 | 18.2 |
| 2009-10  | Celtics     | 80   | 80   | 35.2 | .477 | .363 | .913 | 3.2 | 2.6 | 0.8 | 0.3 | 16.3 |
| 2010-11  | Celtics     | 80   | 80   | 36.1 | .491 | .444 | .881 | 3.4 | 2.7 | 1.0 | 0.2 | 16.5 |
| 2011-12  | Celtics     | 46   | 42   | 34.0 | .458 | .453 | .915 | 3.1 | 2.4 | 1.1 | 0.2 | 14.2 |
| Total    | Celtics     | 358  | 354  | 35.7 | .472 | .409 | .914 | 3.4 | 2.7 | 0.9 | 0.2 | 16.7 |
| 2012-13  | Heat†       | 79   | 0    | 25.8 | .449 | .419 | .886 | 2.7 | 1.7 | 0.8 | 0.2 | 10.9 |
| 2013-14  | Heat        | 73   | 9    | 26.5 | .442 | .375 | .905 | 2.8 | 2.0 | 0.7 | 0.1 | 9.6  |
| Total    | Heat        | 152  | 9    | 26.1 | .446 | .398 | .894 | 2.8 | 1.8 | 0.8 | 0.2 | 10.3 |
| Carreira | Carreira    | 1300 | 1149 | 35.6 | .452 | .400 | .894 | 4.1 | 3.4 | 1.1 | 0.2 | 18.9 |
| All-Star | All-Star    | 10   | 0    | 20.1 | .423 | .310 | .765 | 2.6 | 2.2 | 1.1 | 0.2 | 14.5 |

### Playoffs
| Ano      | Equipe      | PJ  | PT  | MPJ  | AP   | 3P   | LL   | RT  | AS  | BR  | TO  | PPJ  |
| -------- | ----------- | --- | --- | ---- | ---- | ---- | ---- | --- | --- | --- | --- | ---- |
| 1998-99  | Bucks       | 3   | 3   | 40.0 | .532 | .474 | .615 | 7.3 | 4.3 | 1.0 | 0.3 | 22.3 |
| 1999-00  | Bucks       | 5   | 5   | 37.2 | .444 | .385 | .909 | 6.6 | 2.6 | 1.6 | 0.0 | 22.0 |
| 2000-01  | Bucks       | 18  | 18  | 42.7 | .477 | .479 | .919 | 4.1 | 6.0 | 1.3 | 0.6 | 25.1 |
| Total    | Bucks       | 26  | 26  | 41.3 | .476 | .463 | .884 | 5.0 | 5.2 | 1.3 | 0.4 | 24.2 |
| 2004-05  | SuperSonics | 11  | 11  | 39.5 | .474 | .378 | .889 | 4.3 | 3.9 | 1.3 | 0.4 | 26.5 |
| Total    | SuperSonics | 11  | 11  | 39.5 | .474 | .378 | .889 | 4.3 | 3.9 | 1.3 | 0.4 | 26.5 |
| 2007-08  | Celtics†    | 26  | 26  | 38.0 | .428 | .396 | .913 | 3.8 | 2.7 | 0.9 | 0.3 | 15.6 |
| 2008-09  | Celtics     | 14  | 14  | 40.4 | .403 | .350 | .948 | 3.9 | 2.6 | 1.1 | 0.4 | 18.3 |
| 2009-10  | Celtics     | 24  | 24  | 38.5 | .431 | .386 | .863 | 3.3 | 2.6 | 0.9 | 0.1 | 16.1 |
| 2010-11  | Celtics     | 9   | 9   | 40.1 | .523 | .571 | .960 | 3.8 | 2.4 | 1.2 | 0.1 | 18.9 |
| 2011-12  | Celtics     | 18  | 10  | 34.2 | .395 | .304 | .711 | 4.1 | 1.0 | 0.9 | 0.1 | 10.7 |
| Total    | Celtics     | 91  | 83  | 38.0 | .428 | .387 | .880 | 3.7 | 2.3 | 1.0 | 0.2 | 15.5 |
| 2012-13  | Heat†       | 23  | 0   | 24.9 | .430 | .406 | .870 | 2.8 | 1.3 | 0.5 | 0.1 | 10.2 |
| 2013-14  | Heat        | 20  | 1   | 26.4 | .413 | .388 | .919 | 3.4 | 1.6 | 0.7 | 0.2 | 9.3  |
| Total    | Heat        | 43  | 1   | 25.6 | .422 | .398 | .890 | 3.0 | 1.4 | 0.6 | 0.2 | 9.7  |
| Carreira | Carreira    | 171 | 121 | 35.5 | .443 | .401 | .883 | 3.8 | 2.6 | 1.0 | 0.2 | 16.1 |

## Prêmios e Homenagens
- National Basketball Association:
  - 2x Campeão da NBA: 2008 e 2013
  - NBA Sportsmanship Award: 2003
  - NBA Three-Point Contest Champion: 2001
  - 10x NBA All-Star Game: 2000, 2001, 2002, 2004, 2005, 2006, 2007, 2008, 2009 e 2011
  - 2x All-NBA Team:
    - Segundo Time: 2005
    - Terceiro Time: 2001

  - NBA All-Rookie Team:
    - Segundo Time: 1997
- Seleção dos Estados Unidos:
  - Jogos Olímpicos:
    -  Medalha de Ouro: 2000

  - Copa América de Basquete:
    -  Medalha de Ouro: 2003

  - Atleta do Ano da Seleção Americana: 1995